# André Martin-Legeay
André Martin-Legeay (Parigi, 29 ottobre 1906 – Amélie-les-Bains, 1940) è stato un tennista francese.

## Carriera
Durante gli Internazionali d'Italia 1933 raggiunse la finale in tutte e tre le discipline conquistando il doppio in coppia con Jean Lesueur e il doppio misto insieme a Dorothy Andrus, venne sconfitto nel singolare dall'italiano Emanuele Sertorio.
Nello stesso anno vinse il torneo di Monte Carlo nel doppio in coppia con Roland Journu, nei tornei dello Slam giocò due finali consecutive al Roland Garros nel doppio misto uscendone sconfitto in entrambe le occasioni.
Partecipò a quattro edizioni consecutive di Wimbledon raggiungendo gli ottavi di finale in singolare nel 1936 e avanzando fino ai quarti di finale nel doppio misto in coppia con Sylvie Jung Henrotin.

## Finali nei tornei del Grande Slam

### Doppio misto

#### Finali perse (2)
| Anno | Torneo                            | Compagna        | Avversari in finale          | Punteggio     |
| 1935 | Internazionali di Francia, Parigi | Sylvie Henrotin | Lolette Payot Marcel Bernard | 6–4, 2–6, 4–6 |
| 1936 | Internazionali di Francia, Parigi | Sylvie Henrotin | Billie Yorke Marcel Bernard  | 5–7, 8–6, 3–6 |